# Granger (Wyoming)
Granger ist eine Kleinstadt im Westen des Sweetwater County, Wyoming, USA.

## Geschichte
Das Gebiet des heutigen Granger war für die Mountain Men des 19. Jahrhunderts von Bedeutung, die in der Gegend Biber jagten. Es wurde 1834 als Ort ihres jährlichen Rendezvous ausgewählt; dieses Treffen ist auch als Hams (oder Ham’s) Fork Rendezvous bekannt. Unter anderem war die American Fur Company anwesend, und Trapper und Angehörige der First Nations tauschten Felle gegen Waren. Mehrere Wochen wurden damit verbracht, Ereignisse aus dem Vorjahr zu erzählen und in verschiedenen Vergnügungen zu schwelgen.
Granger liegt an der Kreuzung bedeutender Siedlerwege des 19. Jahrhunderts, darunter der Oregon Trail und der Overland Trail, und war eine Postkutschenstation. Das Stationsgebäude, das 1856 aus Stein und Lehmziegeln gebaut wurde, war bereits in Betrieb, als Mark Twain 1861 durchreiste, und steht noch heute. Der Pony-Express nutzte diese Station 1861–62 als Zwischenstopp.
Im Jahr 1868 wurde der Ort zu einem Haltepunkt an der Pacific Route der Union Pacific Railroad von Omaha nach Ogden, der den Namen Granger erhielt. Seit 1881 zweigt in Granger eine Bahnstrecke Richtung Nordwesten, die Oregon Short Line Railroad, ab.